# Zofia Wasilkowska

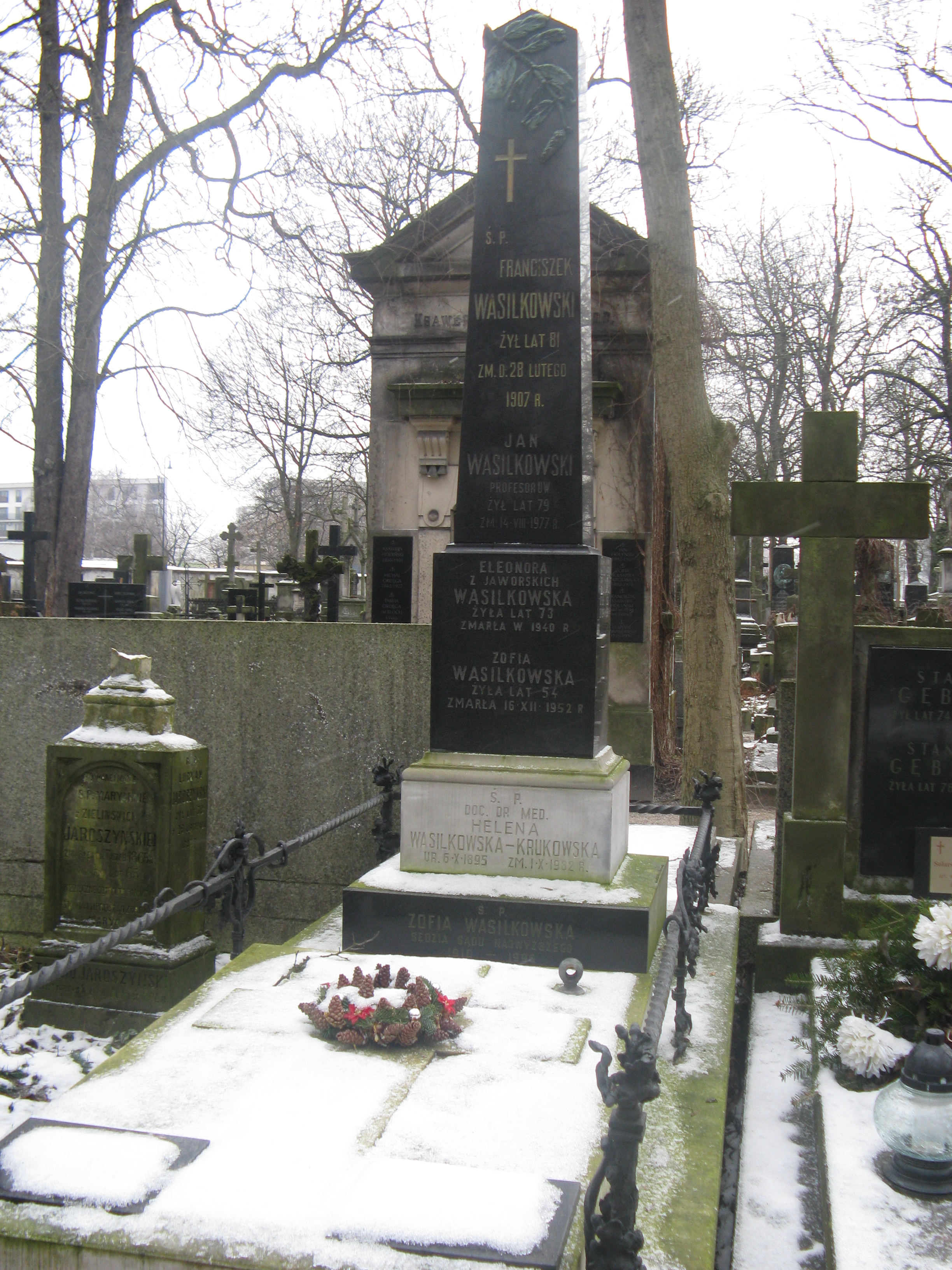
Grób Jana i Zofii Wasilkowskich na cmentarzu Powązkowskim w Warszawie

Zofia Wasilkowska z Gawrońskich (ur. 9 grudnia 1910 w Kaliszu, zm. 1 grudnia 1996 w Warszawie) – polska prawniczka i polityk lewicy, wieloletnia sędzia Izby Cywilnej Sądu Najwyższego, posłanka na Sejm PRL I i II kadencji, minister sprawiedliwości (1956–1957), pierwsza kobieta-minister w historii Polski, od lat 70. działaczka opozycji antykomunistycznej.

## Życiorys
Córka Tomasza. W 1932 ukończyła studia prawnicze na Uniwersytecie Warszawskim. W latach 1931–1933 była aplikantką w Sądzie Apelacyjnym w Warszawie, w 1933–1939 aplikantką i referendarzem Prokuratorii Generalnej oraz asystentem na Wydziale Prawa UW.
Podczas II wojny światowej brała czynny udział w walce z okupantem hitlerowskim jako działaczka podziemnego ruchu oporu. Od 1940 do 1942 administrowała domem w Warszawie, następnie do 1944 pracowała w Izbie Rzemieślniczej w Radomiu. Po powstaniu warszawskim była osadzona w obozie Ravensbrück (KL), gdzie przebywała do wyzwolenia przez Armię Czerwoną.
W 1945 powróciła do pracy na stanowisko referendarza w Prokuratorii Generalnej, po czym do 1948 była zastępcą dyrektora departamentu szkolenia Ministerstwa Sprawiedliwości. W okresie 1948–1955 i 1958–1981 pełniła funkcję sędziego Sądu Najwyższego. Uchwałą Rady Państwa z dnia 25 sierpnia 1952 została powołana na członka Państwowej Komisji Wyborczej.
Należała do Związku Niezależnej Młodzieży Socjalistycznej (1927–1931), Polskiej Partii Socjalistycznej (1945–1948) i Polskiej Zjednoczonej Partii Robotniczej (1948–1981). W okresie 1945–1948 przewodnicząca Centralnej Rady Kobiecej PPS, była zastępcą członka (1948–1954) i członkiem Komitetu Centralnego PZPR (1954–1959), a także zastępcą kierownika wydziału kobiecego KC PZPR od 1949 do 1953. Od 1951 do 1954 była członkiem Światowej Rady Pokoju, następnie do 1956 sekretarzem Centralnej Rady Związków Zawodowych.
Posłanka na Sejm PRL I i II kadencji, od kwietnia 1956 do lutego 1957 pełniła urząd ministra sprawiedliwości, będąc pierwszą w historii kobietą w składzie polskiego rządu. W latach 1952–1962 brała udział w pracach ONZ jako delegat Rządu Polskiego na Zgromadzenie Ogólne ONZ oraz w pracach Komisji Praw Człowieka i Komisji Praw Kobiet. W 1961 została wybrana przewodniczącą Komisji Praw Człowieka ONZ.
W organizacjach społecznych była: członkiem Prezydium Ligi Kobiet, przewodniczącą Sekcji Kobiet Prawników przy Zarządzie Głównym Ligi Kobiet, wiceprzewodniczącą Międzynarodowej Federacji Kobiet Zawodów Prawniczych.
W latach 70., będąc w wieku emerytalnym, Wasilkowska przeszła na stronę opozycji demokratycznej. Od 1980 należała do Niezależnego Samorządnego Związku Zawodowego „Solidarność”. Była członkiem Komitetu Helsińskiego, a w 1989 jednym z założycieli Helsińskiej Fundacji Praw Człowieka. Jako reprezentantka strony solidarnościowo-opozycyjnej brała udział w obradach Okrągłego Stołu. Uczestnik prac Centrum Obywatelskich Inicjatyw Ustawodawczych Solidarności. Członek Społecznej Rady Legislacyjnej – agendy/jednostki COIU.
Jej mężem był Jan Wasilkowski, synem Andrzej.
Zmarła 1 grudnia 1996 w Warszawie. Została pochowana 6 grudnia 1996 na cmentarzu Powązkowskim (kwatera 44-2-4).

## Publikacje
- Tezy z orzeczeń Francuskiego Sądu Kasacyjnego (1937)
- Ochrona posiadania w prawie cywilnym (1938)
- Prawa kobiet w Polsce ludowej (1952)
- Małżeństwo. Istota, trwałość, rozwód (1966)
- Prawo w życiu kobiety (1968)

## Ordery i odznaczenia
- Order Sztandaru Pracy I klasy
- Krzyż Kawalerski Orderu Odrodzenia Polski (22 lipca 1947)[8]
- Order Lwa Białego (Czechosłowacja)
- Order Flagi Narodowej I stopnia (KRL-D, 1954)[9]